# سان فيليس سيرسيو
سان فيليس سيرسيو هي كومونا في مقاطعة لاتينا، في منطقة لاتسيو بوسط إيطاليا. وتوجد بها الحديقة الوطنية Circeo، وكهف Guattari وهو واحد من أقدم المواقع للإنسان البدائي في إيطاليا، حيث اكتشِف به تسعة من بقايا اللإنسان. بما في ذلك منارة كابو سيرسيو التي تقع على 3 كيلومتر (1.9 ميل) من البلدة القديمة.

## التاريخ
في المعاهدة الموقعة بين قرطاج وروما عام 509 قبل الميلاد، وافق القرطاجيون على عدم الإضرار بسيرسيو، وكانت تدعى آنذاك بـسيرسي.
و في عام 209 ق.م، وأثناء الحرب البونيقية الثانية كانت سيرسي واحدة من الإثني عشر «مستعمرة اللاتينية»، ورفضت أي مساهمات عسكرية أخرى لروما، وفي عام 204 عوقبت نتيجة لذلك.
تم نفي الروماني Triumvir Lepidus هنا بعد سقوطه في 36 ق.م، وذلك من قبل زميله السابق، وإمبراطور الرومان المستقبلي أوكتافيان.

## الروابط خارجية
- SanFeliceCirceo.eu